# Alajõe
Alajõe (russe : Олешница, Oleshnitsa) est un village du Comté de Viru-Est en Estonie. Il est situé sur la rive nord du Lac Peipus. Alajõe est le centre administratif de la Commune de Alajõe. En 2000, le village avait une population de 147 habitants.

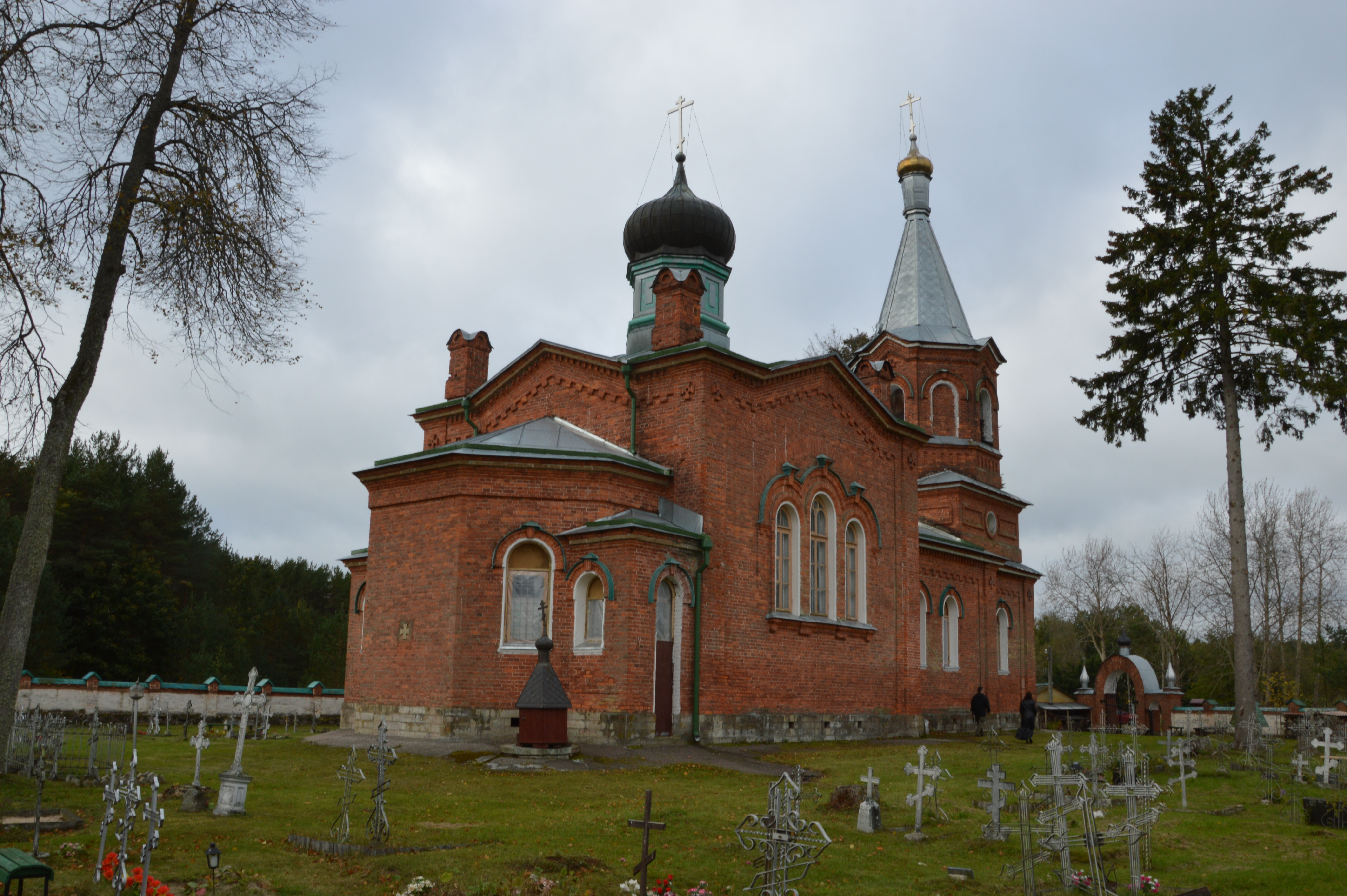
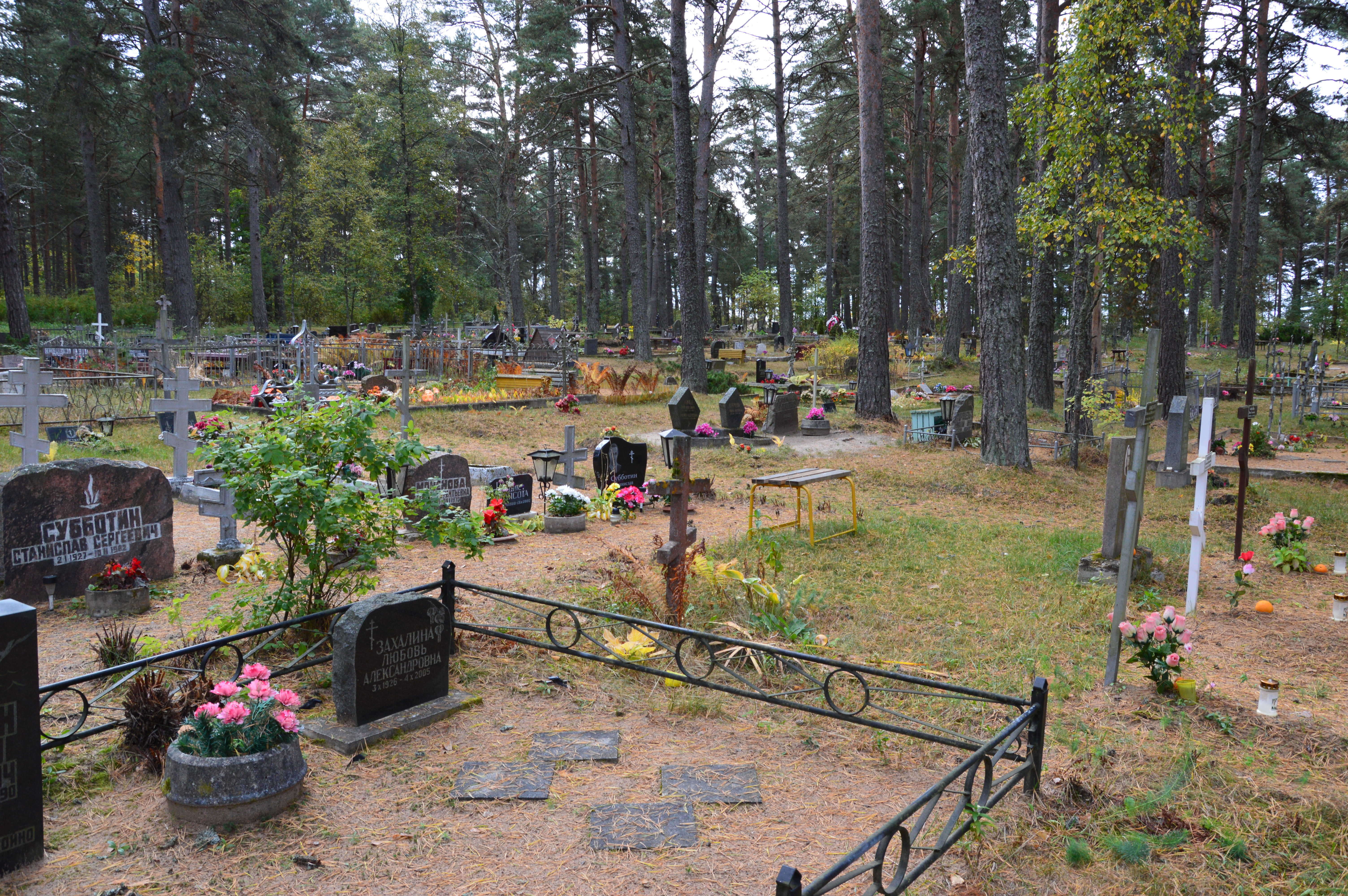
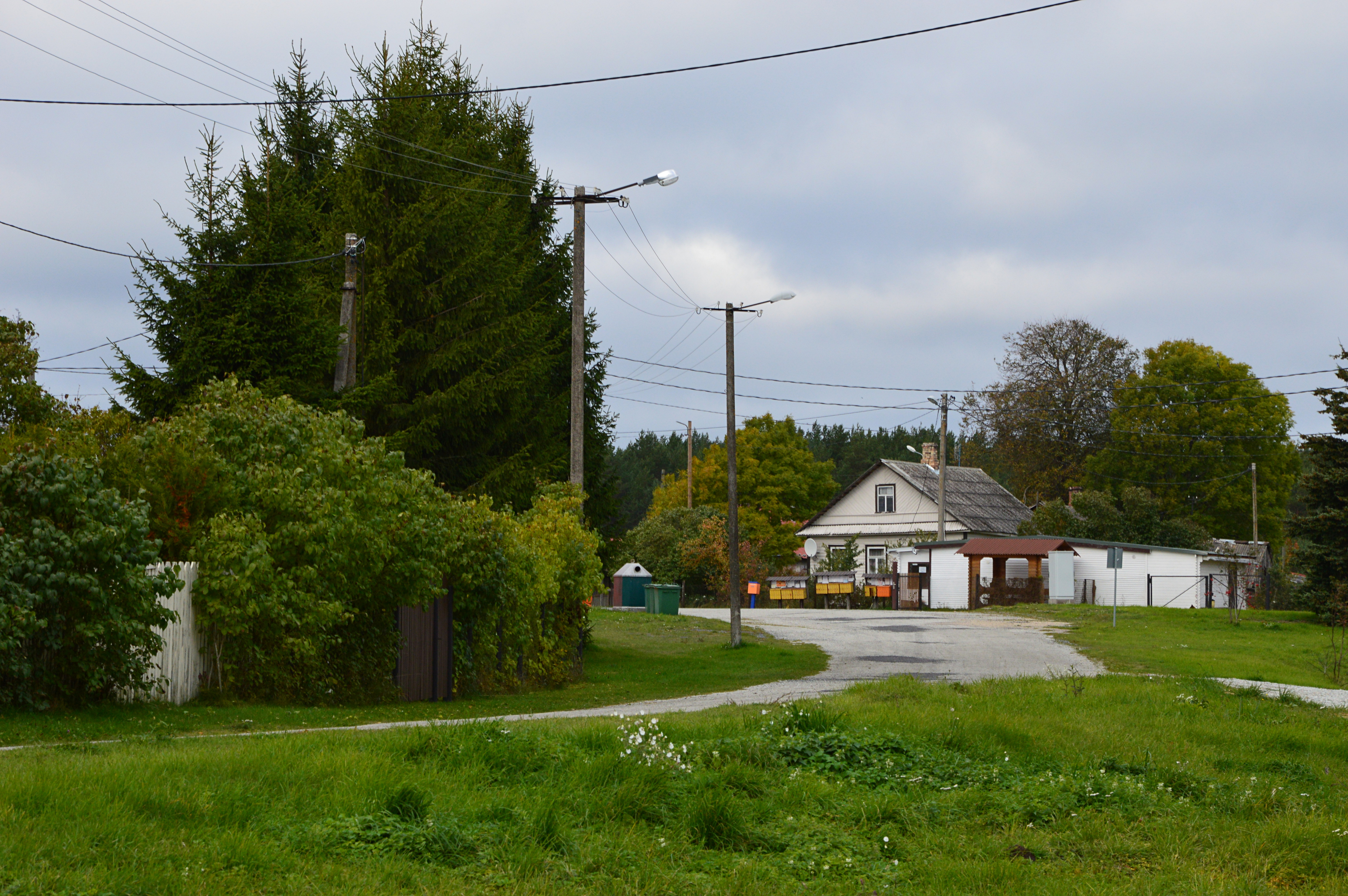
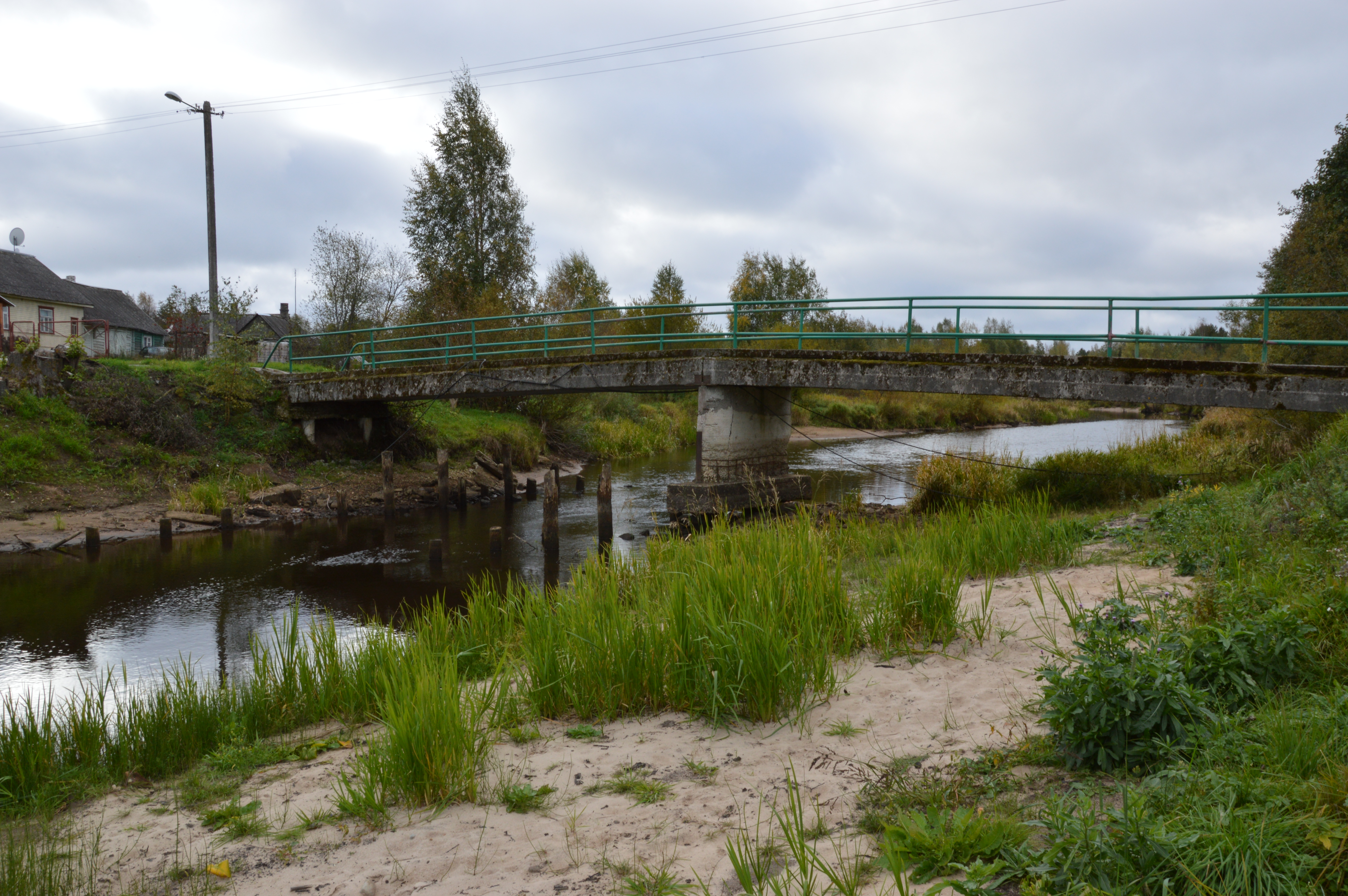